# Irene Parlby
Mary Irene Parlby (nacida Mary Irene Marryat; 9 de enero de 1868 – 12 de julio de 1965) fue una política feminista y activista social canadiense de origen inglés. Fue defensora de los derechos de las agricultoras. 

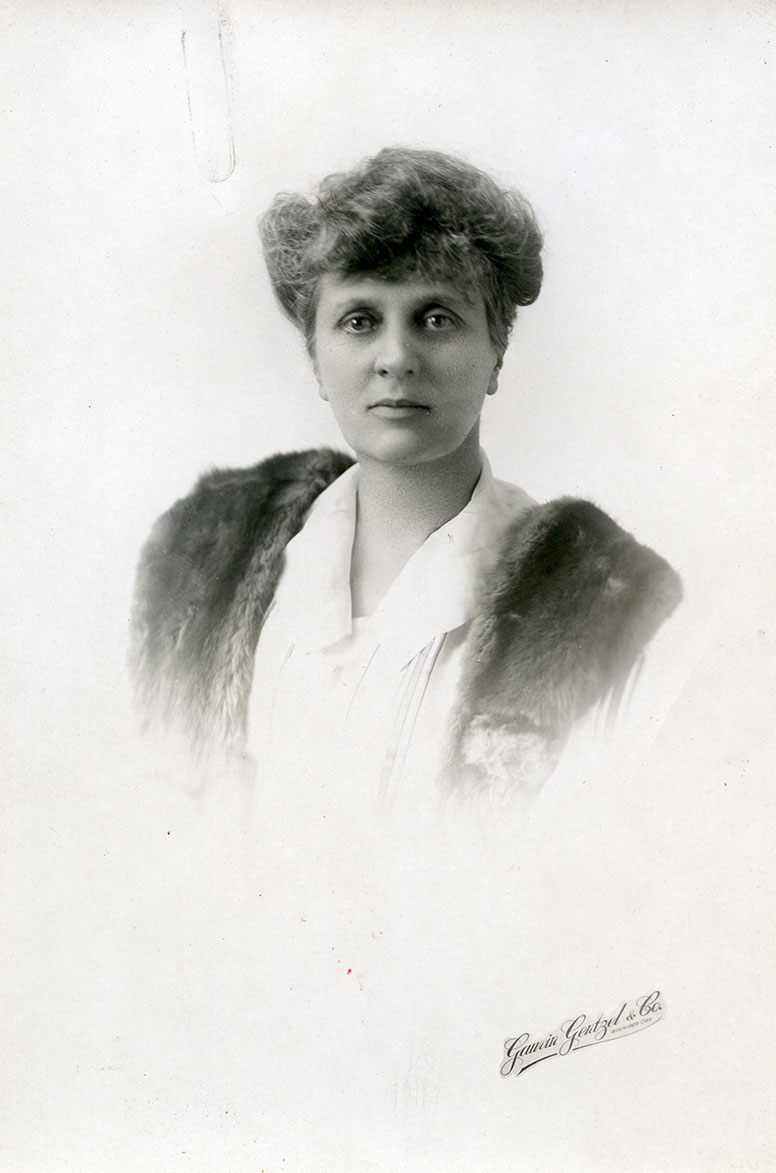
Retrato de Irene Parlby.

## Biografía
Parlby nació en Londres, Inglaterra, hija de Col y E.L. Marryat. Emigró a Canadá en 1896. En 1913 contribuyó a la fundación del primer local de los Agricultores Unidos de Alberta. En 1921 fue elegida representante ante la Asamblea de Alberta por el distrito de Lacombe y permaneció en el cargo durante 14 años. Fue elegida ministra sin cartera, siendo la primera mujer en ostentar dicho cargo en la provincia canadiense de Alberta. 
Parlby fue una de «Las cinco famosas» o «Las cinco valientes», quienes a través de una demanda judicial conocida como el «Caso Personas» consiguieron que las mujeres fueran reconocidas como  "personas cualificadas" conforme a lo expuesto en la Constitución de Canadá y por ende aptas para formar parte del Senado. Al igual que sus otras cuatro compañeras, Parlby era una firme defensora de la eugenesia y llegó a proponer la esterilización de los incapacitados mentales.
Parlby fue presidenta de las Agricultoras Unidas de Alberta entre 1916 y 1919. En calidad de tal promovió mejoras en la asistencia sanitaria y presionó para que se abrieran hospitales municipales y clínicas médicas y dentales móviles. En 1921 fue elegida legisladora y ministra provincial. 
Fue la última superviviente de «Las cinco famosas».
Falleció en Red Deer, provincia de Alberta, en 1965 a los 97 años.

## Legado
En 1966, y a título póstumo, el gobierno de Canadá la nombró personaje de relevancia histórica nacional. En Alix, Alberta, hay una placa conmemorativa. El célebre "Caso Personas" fue registrado como acontecimiento de relevancia histórica nacional en 1997. Asimismo, en octubre de 2009 el Senado de Canadá votó a favor de nombrar a Parlby y al resto de «Las cinco famosas» primeras senadoras honorarias del país.